# Kulm bei Weiz
Kulm bei Weiz là một đô thị thuộc huyện Weiz thuộc bang Steiermark, nước Áo. Đô thị Kulm bei Weiz có diện tích 5,9 km², dân số thời điểm năm 2005 là 482 người.